# USS Nebraska (BB-14)
Pour les autres navires du même nom, voir USS Nebraska.
L'USS Nebraska (BB-14) était un cuirassé de classe Virginia en service dans la Marine des États-Unis au début du XXe siècle. Quatrième navire de sa classe, il fut nommé en l'honneur du 37e État américain, le Nebraska.

## Construction et mise en service
La quille du Nebraska fut posée le 4 juillet 1902 au chantier naval Moran Brothers Company à Seattle, Washington. Le navire fut lancé le 7 octobre 1904, parrainé par Miss Mary N. Mickey, fille du gouverneur du Nebraska. Il entra en service dans la Marine des États-Unis le 1er juillet 1907, sous le commandement du capitaine Reginald F. Nicholson.

## Carrière opérationnelle

### Grande Flotte Blanche
Le 16 décembre 1907, l'USS Nebraska quitta Hampton Roads, en Virginie, pour rejoindre la Grande flotte blanche lors de son tour du monde. Cette flotte de 16 cuirassés, ordonnée par le président Theodore Roosevelt, visait à démontrer la puissance navale croissante des États-Unis sur la scène internationale. Le voyage de 43 000 milles nautiques (80 000 km) dura 14 mois et fit escale dans 20 ports sur six continents.

### Opérations d'avant-guerre
Après son retour aux États-Unis en février 1909, le Nebraska participa à diverses manœuvres et exercices navals le long de la côte est et dans les Caraïbes. En 1912, il fut déployé au large du Mexique pour protéger les intérêts américains pendant la révolution mexicaine.

### Première Guerre mondiale
Lorsque les États-Unis entrèrent dans la Première Guerre mondiale en avril 1917, le Nebraska fut affecté à la Force de Patrouille de la Côte Atlantique. Sa mission principale consistait à effectuer des patrouilles le long de la côte est des États-Unis, protégeant les eaux territoriales américaines contre d'éventuelles incursions de sous-marins allemands. En décembre 1917, le Nebraska escorta son premier convoi transatlantique vers la France.
Il continua cette mission cruciale tout au long de l'année 1918, assurant la sécurité des navires de transport de troupes et de ravitaillement.

## Après-guerre et fin de carrière
Après l'armistice de novembre 1918, le Nebraska participa à l'opération de rapatriement des troupes américaines d'Europe, effectuant quatre voyages entre décembre 1918 et juin 1919.

### Navire-école
De 1919 à 1923, le Nebraska servit de navire-école pour les aspirants de l'Académie navale d'Annapolis. Cette reconversion permit de former la nouvelle génération d'officiers de marine, transmettant l'expérience acquise pendant la guerre.

### Retrait du service
Le 16 juillet 1920, le Nebraska reçut la désignation "BB-14" dans le cadre du système de classification des navires de la Marine. Cependant, sa carrière touchait à sa fin. Le 12 juillet 1923, conformément aux dispositions du traité naval de Washington de 1922, l'USS Nebraska fut retiré du service actif à Norfolk, en Virginie.Le 9 novembre 1923, il fut rayé du registre naval.
L'année suivante, le 4 octobre 1924, le navire fut vendu pour démantèlement, marquant la fin d'une époque dans l'histoire de la marine américaine.

## Héritage
Bien que sa carrière ait été relativement brève, l'USS Nebraska demeure un témoin important de l'expansion et de la modernisation de la marine américaine au début du XXe siècle. Son parcours illustre l'évolution rapide des technologies navales durant cette période charnière, depuis l'ère des cuirassés pré-dreadnought jusqu'à l'avènement des navires de guerre plus modernes.
Le nom "Nebraska" fut réutilisé pour l'USS Nebraska, un sous-marin nucléaire lanceur d'engins de classe Ohio, mis en service en 1993 et toujours en activité.

### Ouvrages et monographies
- (en) Mark Albertson, U.S.S. Connecticut : Constitution State Battleship, Mustang, Tate Publishing, 2007, 127 p. (ISBN 978-1-59886-739-8 et 1-59886-739-3, lire en ligne)
- (en) Conway's All the World's Fighting Ships: 1860–1905, London, Conway Maritime Press, 1979 (ISBN 978-0-85177-133-5)
- (en) Jerry W. Jones, U.S. Battleship Operations in World War I, Annapolis, Naval Institute Press, 1998, 170 p. (ISBN 1-55750-411-3)
- (en) Edward F. Levine et Roger Panetta, Hudson–Fulton Celebration Of 1909, Charleston, Arcadia Pub., 2009, 127 p. (ISBN 978-0-7385-6281-0, lire en ligne)

### Ressources numériques
- (en) « Nebraska (Battleship No. 14) », sur Dictionary of American Naval Fighting Ships, département de la Marine, Naval History & Heritage Command (consulté le 15 juillet 2015).